# John Ross Bowie
John Ross Bowie (n. Ciudad de Nueva York, Nueva York; 30 de mayo de 1971) es un actor estadounidense. Es más conocido por algunas películas como Cuerpos especiales (2013) y Road Trip (2000), además de por su papel como Barry Kripke en la serie de televisión The Big Bang Theory.

## Biografía
En 1989, John se graduó en humanidades en la Escuela Superior Bayard Rustin.
Debutó como actor en el año 2000 gracias a su interpretación como Ewan Piggott-Smith en el cortometraje Banal to the Bone: Portrait of an Artist, dirigido por Philip Shane. Ese mismo año trabajó en la película Road Trip y más tarde realizó pequeños papeles en famosas series de televisión como CSI: Las Vegas, CSI: Nueva York, Embrujadas, Las Vegas o Héroes, entre muchos otros proyectos tanto de cine como de televisión.
Su papel más reconocido en televisión es el del científico Barry Kripke en la comedia televisiva The Big Bang Theory, el cual interpreta desde 2009.
Fue miembro de una banda seminal de punk rock llamada Egghead, cuya traducción al español sería Cerebrito, junto a Mike Faloon y Michael MB Galvin.

## Filmografía

### Cine
| Año  | Título                                  | Papel                           | Director        |
| ---- | --------------------------------------- | ------------------------------- | --------------- |
| 2000 | Road Trip                               | Benny                           | Todd Phillips   |
| 2004 | Blackballed: The Bobby Dukes Story      | Daniel Benjamin                 | Brant Sersen    |
| 2005 | Life of the Party                       | Bert                            | Barra Grant     |
| 2006 | Santa Claus 3: Por una Navidad sin frío | Rory                            | Michael Lembeck |
| 2007 | Wild Girls Gone                         | Sacerdote                       | John Ennis      |
| 2007 | ¡Porque lo digo yo!                     | Hombre que vomita la comida     | Michael Lehmann |
| 2008 | Sex Drive                               | Dr. Clark Teddescoe             | Sean Anders     |
| 2009 | ¿Qué les pasa a los hombres?            | Dan the Wiccan                  | Ken Kwapis      |
| 2011 | Fully Loaded                            | Richard                         | Shira Piven     |
| 2012 | Dealing                                 | Oppenhiemer                     | Matthew Huffman |
| 2013 | Cuerpos especiales                      | Agente de Policía de Nueva York | Paul Feig       |
| 2013 | iSteve                                  | John Sculley                    | Ryan Perez      |
| 2013 | Waking                                  | Van Guy                         | Ben Shelton     |
| 2014 | Jason Nash Is Married                   | Ted                             | Jason Nash      |

2017 Jumanji: siguiente nivel

### Televisión
| Año           | Título                                              | Papel                  | Director                             | Episodios                                 |
| ------------- | --------------------------------------------------- | ---------------------- | ------------------------------------ | ----------------------------------------- |
| 1999-2000     | Upright Citizens Brigade                            | Hombre con prismáticos | Phil Morrison *                      | 3 episodios                               |
| 2003          | A.U.S.A.                                            | Walter 'Wally' Berman  | Steve Zuckerman *                    | 8 episodios                               |
| 2004          | Kevin Hill                                          | Wayne Ellis            | Arvin Brown *                        | 1 episodio: "Making the Grade"            |
| 2004          | Embrujadas                                          | Marcus                 | John T. Kretchmer *                  | 1 episodio: "Once in a Blue Moon"         |
| 2004          | CSI: Nueva York                                     | Lester Jayne           | Rob Bailey *                         | 1 episodio: "American Dreamers"           |
| 2004          | Joan de Arcadia                                     | Mr. Campbell           | James Hayman *                       | 1 episodio: "Do the Math"                 |
| 2004          | Una familia feliz                                   | CocoNate               | Pamela Fryman                        | 1 episodio: "The Juicer"                  |
| 2005          | Nadine in Date Land                                 | Bob                    | Amie Steir                           | Película de TV                            |
| 2005          | Fur on the Asphalt: The Greg the Bunny Reunion Show | IFC Executive          | Sean Baker Spencer Chinoy Dan Milano | Película de TV                            |
| 2005          | Las Vegas                                           | Adam Clemo             | David Solomon *                      | 1 episodio: "Hit Me!"                     |
| 2005          | Arrested Development                                | Empleado del spa       | Mitchell Hurwitz *                   | 1 episodio: "Ready, Aim, Marry Me"        |
| 2005-2008     | Reno 911!                                           | Padrino del desfile    | Michael Patrick Jann *               | 4 episodios                               |
| 2006          | Psych                                               | George Cheslow         | Mel Damski *                         | 1 episodio: "Weekend Warriors"            |
| 2007          | CSI: Las Vegas                                      | Peter Ellis            | Kenneth Fink *                       | 1 episodio: "A La Cart"                   |
| 2007          | Héroes                                              | Attorney               | Greg Beeman *                        | 1 episodio: Capítulo doce "Godsend"       |
| 2008          | Worst Week                                          | Rob                    | Adam Bernstein *                     | 1 episodio: "The Apartment"               |
| 2008          | The Mighty B!                                       | Integritone 2 (voz)    | Erik Wiese *                         | 2 episodios como actor y 2 como guionista |
| 2008          | Monk                                                | Tom Donovan            | Randall Zisk *                       | 1 episodio: "Mr. Monk Joins a Cult"       |
| 2008-2011     | Childrens Hospital                                  | Dr. Max Von Sydow      | Rob Schrab *                         | 6 episodios                               |
| 2009          | Glee                                                | Dennis                 | Brad Falchuk *                       | 1 episodio: "Mattress"                    |
| 2009          | Larry David                                         | John Fowler            | Robert B. Weide *                    | 1 episodio: "Denise Handicapped"          |
| 2009          | Padre de familia                                    | (voz)                  | Peter Shin *                         | 1 episodio: "Peter's Progress"            |
| 2009          | Trust Me                                            |                        | Michael M. Robin *                   | 1 episodio: "Way Beyond the Call"         |
| 2009          | Los magos de Waverly Place                          | Simon                  | Victor Gonzalez *                    | 1 episodio: "Fairy Tale"                  |
| 2009-2018     | The Big Bang Theory                                 | Barry Kripke           | Mark Cendrowski *                    | Personaje regular                         |
| 2010          | Melissa & Joey                                      | Lewis Scanlon          | Jeff Melman *                        | 1 episodio: "A Fright in the Attic"       |
| 2010          | Weeds                                               |                        | Craig Zisk *                         | 1 episodio: "Pinwheels and Whirligigs"    |
| 2010          | The Glades                                          | Joe Thomas             | Gary A. Randall *                    | 1 episodio: "Doppelganger"                |
| 2010          | Party Down                                          | Stuart                 | Bryan Gordon *                       | 1 episodio: "Constance Carmell Wedding"   |
| 2010-2013     | ¡Buena suerte, Charlie!                             | Walter                 | Bob Koherr *                         | 2 episodios                               |
| 2011          | Bones                                               | Lawrence Deighton      | Ian Toynton *                        | 1 episodio: "The Prince in the Plastic"   |
| 2011          | Último aviso                                        | Paul                   | Stephen Surjik *                     | 1 episodio: "No Good Deed"                |
| 2011          | State of Georgia                                    | Profesor               | Ted Wass *                           | 1 episodio: "Piloto"                      |
| 2011          | The Glee Project                                    | Fotógrafo              | Paul Starkman *                      | 1 episodio: "Individuality"               |
| 2012          | The Flipside                                        | Eddie                  | Ben Shelton                          | 3 episodios                               |
| 2012          | La liga fantástica                                  | Dr. Pete Wyland        | Jeff Schaffer Jackie Marcus Schaffer | 1 episodio: "Bro-Lo El Cordero"           |
| 2012          | Retired at 35                                       | Jared                  | Andy Cadiff *                        | 7 episodios                               |
| 2012          | Sketchy                                             | Doug                   | Ethan S. Smith *                     | 1 episodio: "Crook'd Smile"               |
| 2012          | Finales felices                                     | Michael                | Rob Greenberg *                      | 1 episodio: "You Snooze, You Bruise"      |
| 2012          | House of Lies                                       | Spalding Winter        | Stephen Hopkins *                    | 2 episodios                               |
| 2012          | Game Shop                                           | Elrond                 | Andrew Secunda                       | 1 episodio: "Halo 4 Midnight Launch Riot" |
| 2012-2014     | The Exes                                            | Psiquiatra             | Jim Field Smith *                    | 5 episodios                               |
| 2013          | La Princesa Sofía                                   | Sven                   | Jamie Mitchell *                     | 1 episodio: "The Floating Palace"         |
| 2013          | Brooklyn Nine-Nine                                  | Sister Steve           | Craig Zisk *                         | 1 episodio: "Halloween"                   |
| 2013          | Dark Minions                                        | Mel                    | Ross Shuman                          | Película de TV (Guionista y actor)        |
| 2013          | Whitney                                             | Eddie                  | Andy Ackerman *                      | 1 episodio: "Two Broke Hearts"            |
| 2014          | Póquer de Reinas                                    | Benny                  | Andy Cadiff *                        | 1 episodio: "Undercover Lovers"           |
| 2014          | About a Boy                                         | Jefe de Fiona          | Michael Weaver *                     | 1 episodio: "About a Buble"               |
| 2014          | Episodes                                            | Psiquiatra             | Jim Field Smith *                    | 5 episodios                               |
| 2016-presente | Speechless                                          | Jimmy DiMeo            |                                      | 45 episodios                              |

[*] Al haber un gran número de directores, se indica el que más episodios ha dirigido.